# Lena Jensen Rogn
Lena Jensen Rogn, gebürtig Jensen (* 1. Mai 1980) ist eine ehemalige norwegische Skilangläuferin.

## Werdegang
Jensen Rogn, die für den Rustad IL startete, lief im Dezember 2002 in Gåsbu ihr erstes Rennen im Continental-Cup und belegte dabei den 20. Platz im Sprint. Ihr Debüt im Skilanglauf-Weltcup hatte sie im März 2003 in Oslo, das sie auf dem 46. Platz im Sprint beendete. Im März 2005 wurde sie Siebte beim Wasalauf. In der Saison 2005/06 kam sie im Scandinavian-Cup mit vier Top-Zehn-Platzierungen, darunter Platz zwei über 15 km klassisch in Haanja, auf den sechsten Platz in der Gesamtwertung. Im März 2006 holte sie in Mora mit dem 23. Platz im 45-km-Massenstartrennen ihre ersten und einzigen Weltcuppunkte. Ihr 13. und damit letztes Weltcuprennen absolvierte sie im März 2009 in Trondheim, welches sie auf dem 42. Platz im Massenstartrennen über 30 km klassisch beendete.